# ジョーエット (ミサイル巡洋艦)
| USS Jouett (DLG-29) | |
| 艦歴                | |
| 発注:               | 1961年9月20日 |
| 起工:               | 1962年9月25日 |
| 進水:               | 1964年6月30日 |
| 就役:               | 1966年12月3日 |
| 退役:               | 1994年1月28日 |
| その後:             | |
| 除籍:               | 1994年1月28日 |
| 性能諸元            | |
| 排水量:             | 7,900 トン |
| 全長:               | 547 feet |
| 全幅:               | 54 feet 9 in |
| 吃水:               | 14 ft 9 in |
| 機関:               | ギヤード蒸気タービン2基2軸 4缶、85,000 shp                                                                                  |
| 最大速:             | 30ノット |
| 航続距離:           | |
| 兵員:               | 士官、兵員418名 |
| 兵装:               | 54口径5インチ砲1基 3インチ砲2基 テリア・ミサイルランチャー1基 15.5インチ魚雷発射管6基 ハープーン・ミサイル ファランクスCIWS |
| 航空機:             | |
| モットー:           | Eternal Vigilance |

ジョーエット(USS Jouett, DLG-29)は、アメリカ海軍のミサイル巡洋艦。ベルナップ級ミサイル巡洋艦の4番艦。艦名はジェームズ・エドワード・ジョーエット海軍少将に因んで命名された。その名を持つ艦としては3隻目。

## 艦歴
ジョーエットはワシントン州ブレマートンのピュージェット・サウンド海軍工廠で1962年9月25日に起工する。1964年6月30日にマーガレット・ベル・アーヴィン（ノースカロライナ州選出上院議員サム・アーヴィン夫人）によって命名、進水し、1966年12月3日にロバート・S・ヘイズ艦長の指揮下就役する。
1967年2月に整調が完了すると、ジョーエットは巡洋艦駆逐艦部隊に配属され、サンディエゴを母港として活動した。
1975年6月30日にジョーエットはミサイル巡洋艦として艦種変更される。ジョーエットは1994年1月28日に退役、同日除籍される。3月30日に海事局へ転籍、カリフォルニア州スイスン湾で予備役艦として保管される。